# Cianorte (tiểu vùng)
Cianorte là một tiểu vùng thuộc bang Paraná, Brasil. Tiều vùng này có diện tích 4074 km², dân số năm 2007 là 125121 người.